# Alfonso Quiñónez Molina
Alfonso Quiñónez Molina (ur. 11 stycznia 1874, zm. 22 maja 1950) – był prezydentem Salwadoru w trzech okresach:  1914-1915, 1918-1919 oraz 1923-1927. Był ponadto wiceprezydentem w rządzie Jorge Meléndeza.
Należał do klasy konserwatywnej oligarchii plantatorów. Ożenek z siostrą braci Carlosa i Jorge Melendezów umożliwił mu udział w znacznych wpływach politycznych w Salwadorze.